# Chapelle Saint-Joseph-de-Cluny
Pour les articles homonymes, voir Église San Giuseppe di Cluny et Église Saint-Joseph.
La chapelle Saint-Joseph-de-Cluny est une église parisienne située dans le 14e arrondissement de Paris. C'est un édifice privé situé sur les propriétés foncières de la congrégation des Sœurs de Saint-Joseph de Cluny.

## Historique
Construite à partir de 1855, sur un terrain acquis en 1849 et situé au-dessus de catacombes, en particulier de la carrières des Capucins, cette chapelle est consacrée le 1er mai 1860. Sa crypte abrite la relique du cœur de mère Anne-Marie Javouhey, fondatrice de la congrégation des Sœurs de Saint-Joseph de Cluny et morte en 1851.

## Architecture
La chapelle est construite par l'architecte Lebreton sur les terrains de la congrégation de sœurs, situés entre la rue Méchain, la rue du Faubourg-Saint-Jacques et le boulevard Arago. De style néogothique inspiré du XIIIe siècle avec une fine flèche, la chapelle possède des autels dans l'abside et aux extrémités des transepts avec de nombreux vitraux latéraux. 

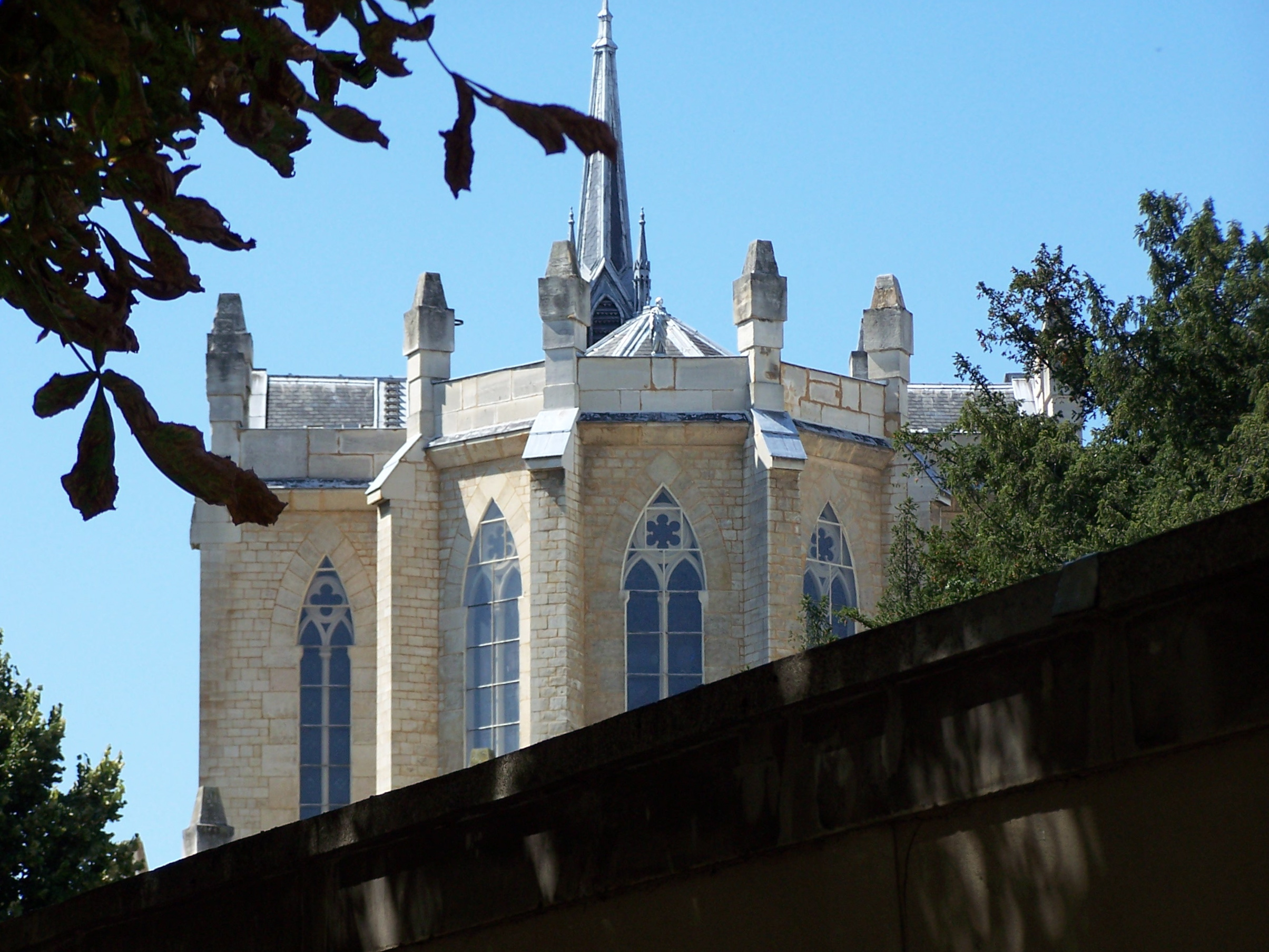
Vue de l'abside de l'édifice.
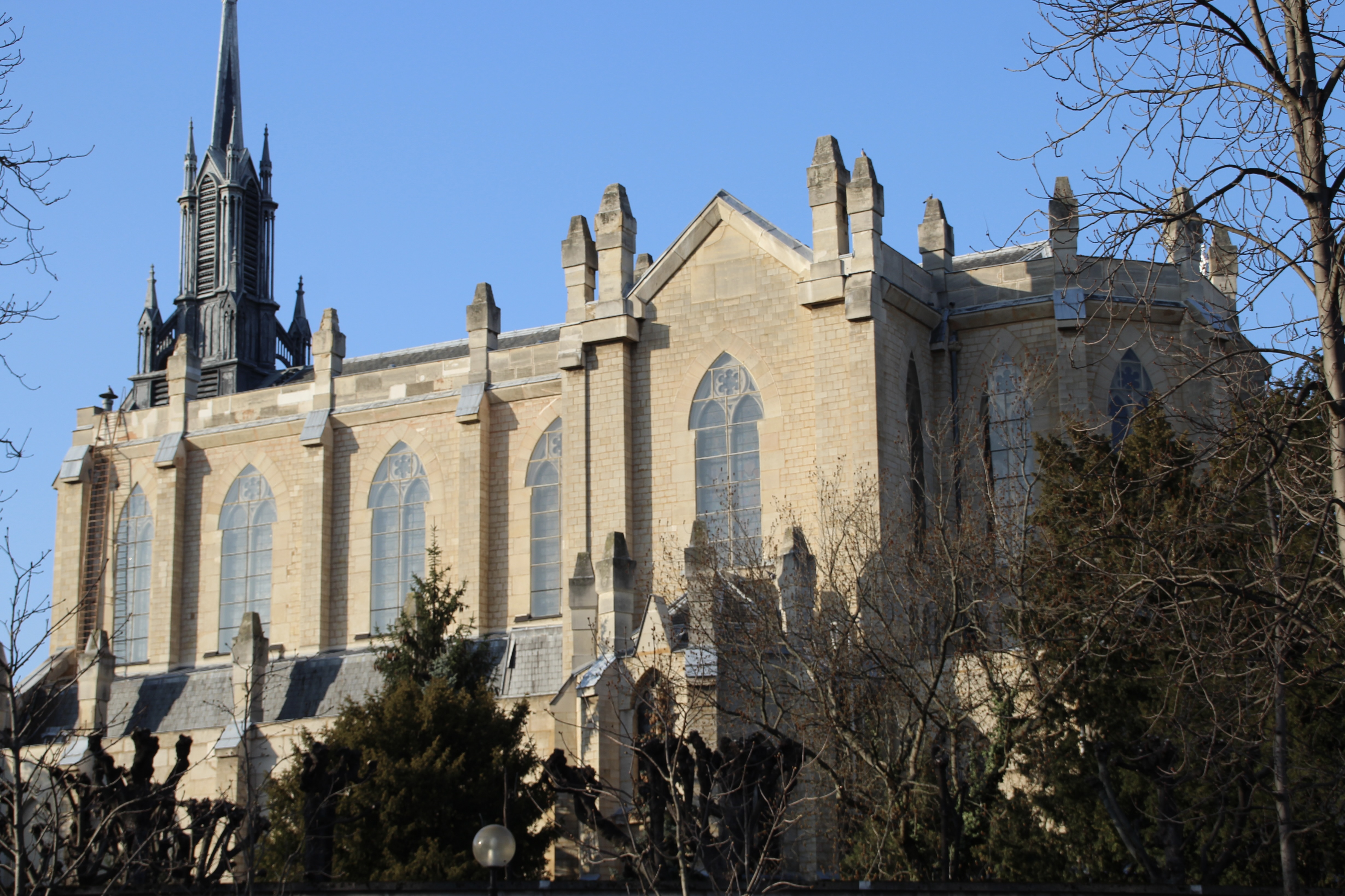
Vue de l’édifice depuis le boulevard Arago.
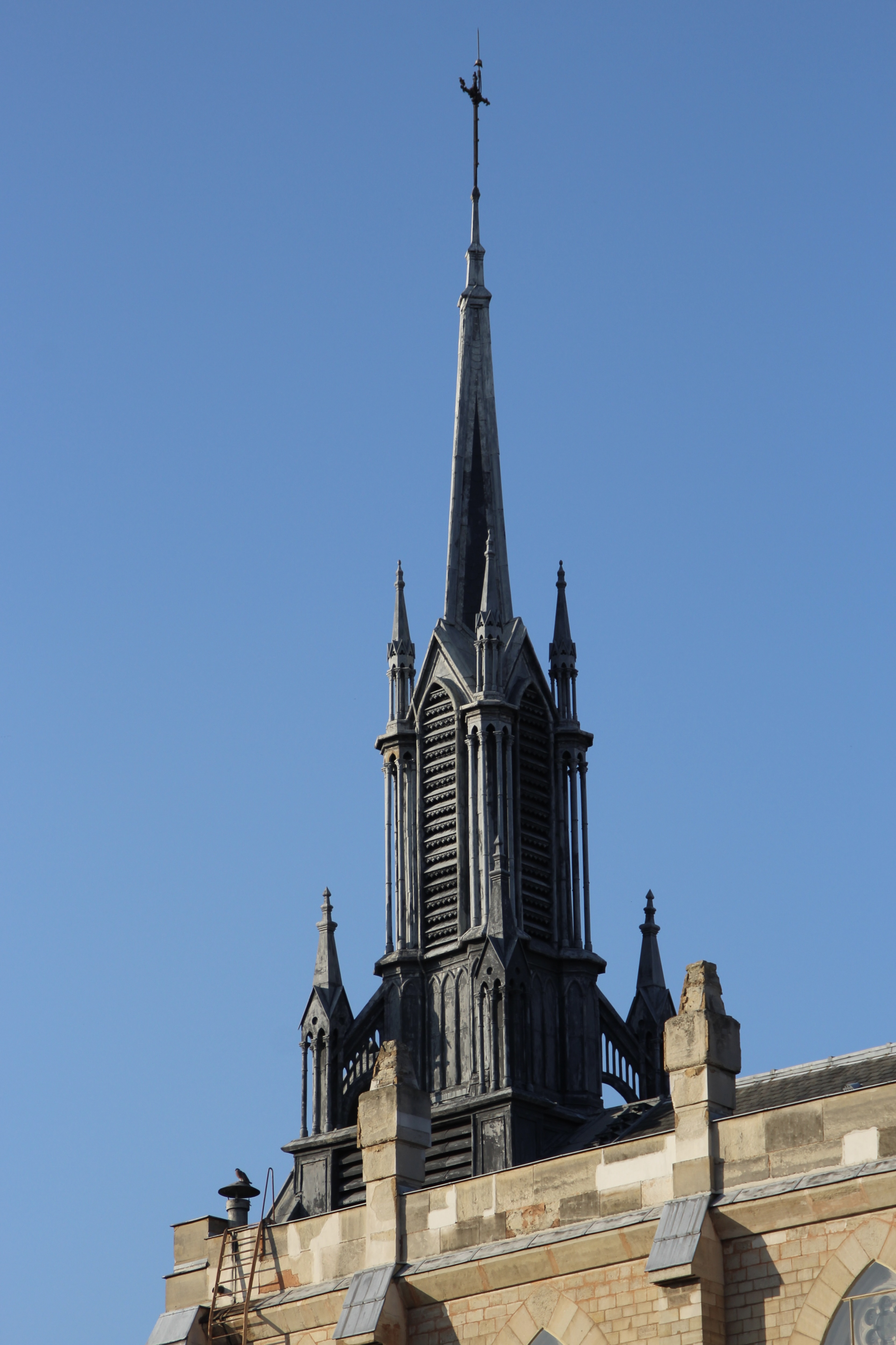
Détail du clocher.